# Bibliotheek van het Vredespaleis

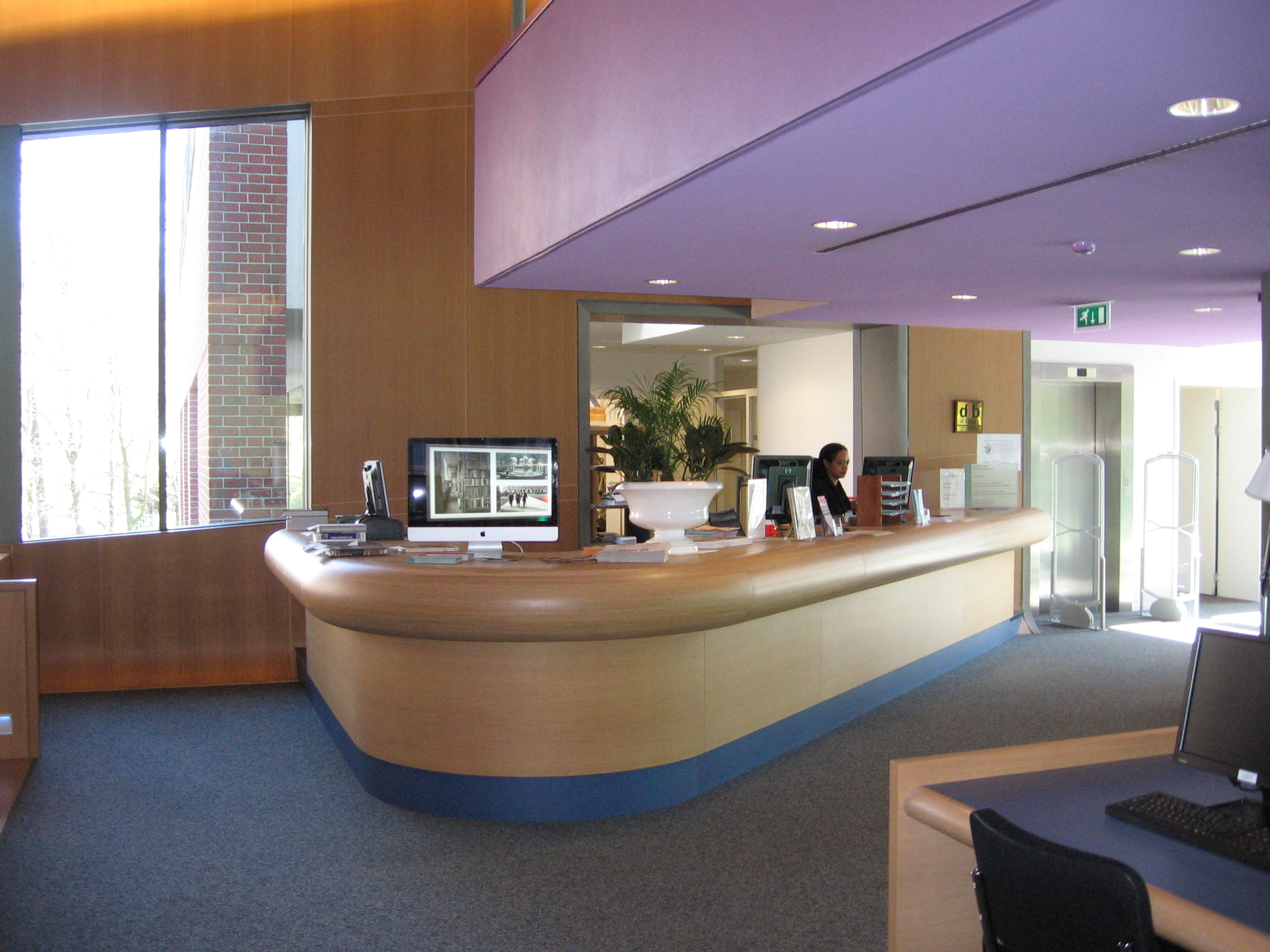
Balie, 2014.

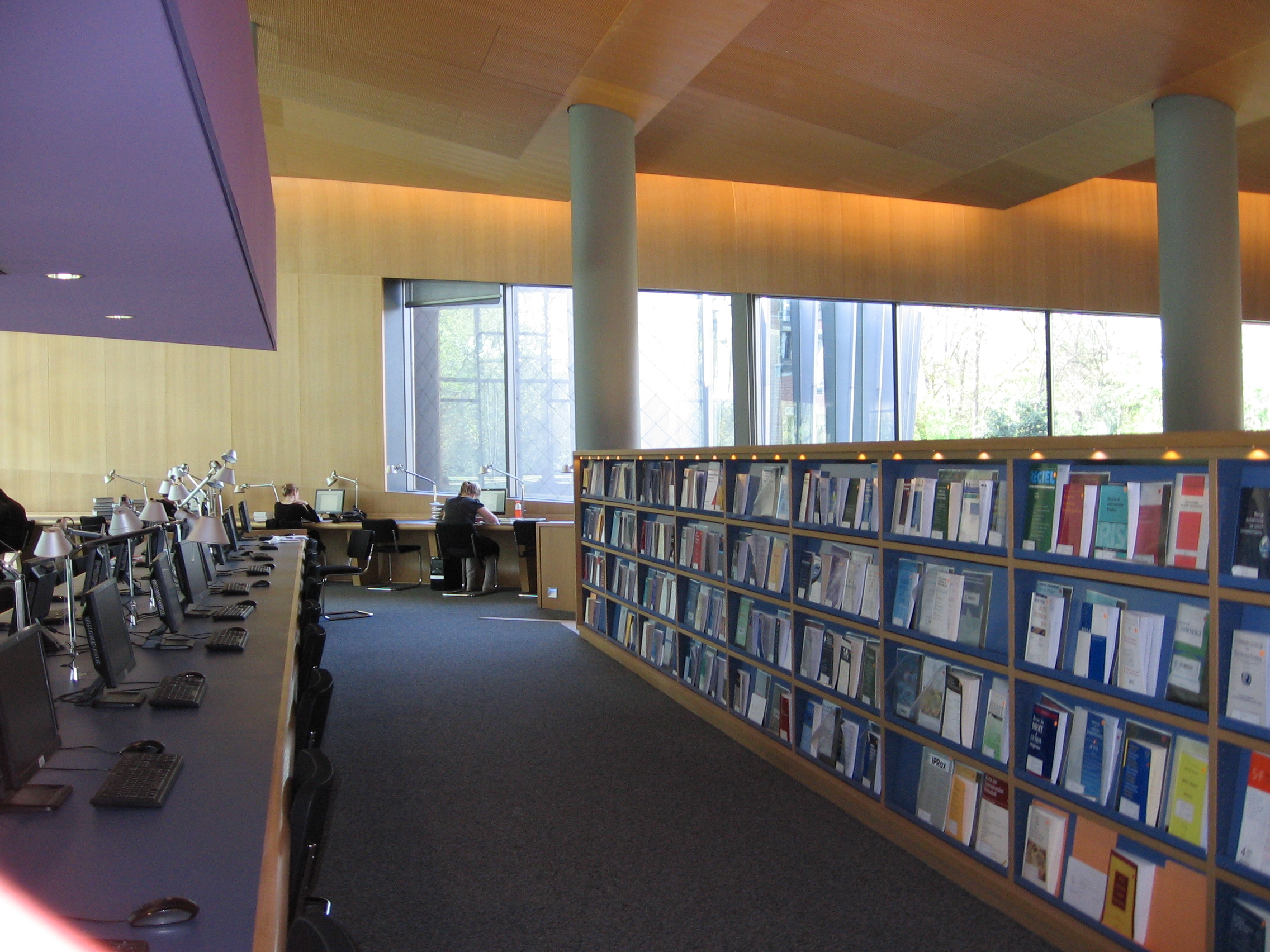
Schappen, 2014.

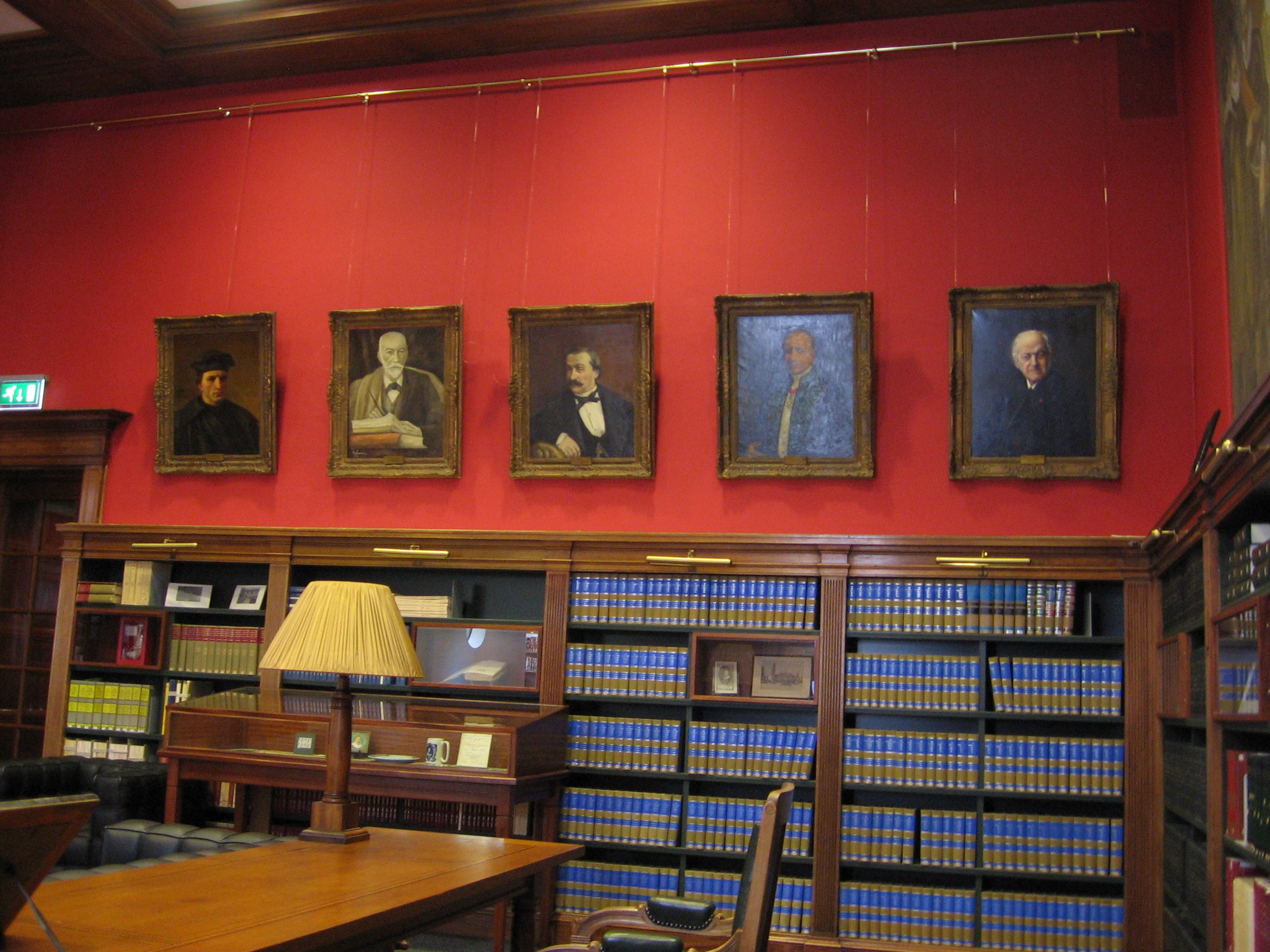
Oude cataloguskamer, 2014.

De Bibliotheek van het Vredespaleis is gevestigd in een nieuw gebouw bij het Vredespaleis aan het Carnegieplein te Den Haag.
De bibliotheek is gespecialiseerd in het internationaal recht. De voornaamste doelstelling is dienstverlening aan de instellingen die zich in het Vredespaleis bevinden, zoals het Internationaal Gerechtshof, het Permanent Hof van Arbitrage en de Haagsche Academie voor Internationaal Recht. De bibliotheek staat ook ter beschikking aan medewerkers van andere internationale juridische instellingen die in Den Haag zijn gevestigd, evenals aan wetenschappers, studenten en overige geïnteresseerden die zich willen verdiepen in het internationaal recht.

## Geschiedenis en de relatie met de Carnegie Stichting
In 1903 werd de Carnegie Stichting opgericht. Dit fonds beheert een genereuze gift gedaan door Andrew Carnegie. Deze gift heeft de bouw van het Vredespaleis mogelijk gemaakt. Het paleis werd voltooid in 1913, net voor het uitbreken van de Eerste Wereldoorlog. Tegenwoordig wordt de Carnegie Stichting gesubsidieerd door het Nederlandse Ministerie van Buitenlandse Zaken. De stichting is nog altijd de eigenaar van het Vredespaleis, en verantwoordelijk voor het reilen en zeilen van de bibliotheek.
Het Vredespaleis werd gebouwd om het Permanent Hof van Arbitrage te huisvesten, maar voor Carnegie was het stichten van een 'eerste klas bibliotheek' op het gebied van het internationale recht minstens zo belangrijk. De inrichting van zo'n instelling, toegankelijk voor iedereen, was de belangrijkste motivatie voor zijn gift. Van 1913 tot 2007 bevond de bibliotheek zich in het Vredespaleis. In 2007 verhuisde de boekerij, samen met de Haagsche Academie voor Internationaal Recht, naar een nieuw gebouw achter het paleis.

## Collecties

### Internationaal recht
Het merendeel van de publicaties van de bibliotheek behandelt het internationaal publiekrecht. De collectie omvat alle onderwerpen van het internationaal publiekrecht, zoals staatsaansprakelijkheid, mensenrechten, internationaal humanitair recht, internationaal strafrecht, het recht van internationale organisaties, Europees recht, enz. Een substantieel deel van de collectie bevat werken over het internationaal privaatrecht, het internationaal handelsrecht, en het internationaal faillissementsrecht.

### Nationaal recht
De bibliotheek verzamelt ook boeken over onderwerpen van het nationale recht. Hieronder valt rechtsvergelijking, nationaal publiekrecht, strafrecht en strafprocesrecht.

### Bijzondere collecties
De bibliotheek herbergt bijzondere collecties, waarvan de Grotius Collectie en de Vredesbeweging Collectie de belangrijkste zijn. De instelling heeft de grootste collectie werken van Hugo de Groot ter wereld, waaronder een zeldzame vroege editie van De iure belli ac pacis (Over het recht van oorlog en vrede), zijn beroemdste werk, uit 1625. Ook bevindt zich in de collectie Querela Pacis van Erasmus.

## Catalogus
Sinds 1913 verzamelt de bibliotheek van het Vredespaleis publicaties over het internationaal recht. De collectie van de bibliotheek bevat inmiddels meer dan een miljoen publicaties. Een groot deel van deze collectie is doorzoekbaar door middel van een online-catalogus. Deze classificeert niet alleen boeken en artikelen op onderwerp, maar doet dit ook voor hoofdstukken en artikelen in geredigeerde boeken. Bij de classificatie en categorisatie van alle boeken, boekitems, artikelen, tijdschriftartikelen en andere soorten publicaties, probeert de bibliotheek trouw te blijven, voor zover mogelijk, aan de beroemde Catalogue de la Bibliothèque du Palais de la Paix. Deze catalogus is in 1916 gepubliceerd door P.C. Molhuysen en Elsa Oppenheim, dochter van de bekende jurist Jacques Oppenheim. Tegelijkertijd gebruikt de bibliotheek ook een modern classificatiesysteem, dat bestaat uit ongeveer 6.000 trefwoorden. Om de bezoekers te assisteren bij het gebruik van de catalogus en deze classificatiesystemen wordt er regelmatig een introductiecursus georganiseerd.